# Digital Subscriber System No. 2
Das Digital Subscriber System No. 2 (DSS2) ist ein von der ITU-T in der Empfehlung Q.2931 Digital Subscriber Signalling System No. 2 – User-Network Interface (UNI) layer 3 specification for basic call/connection control standardisiertes Signalisierungsprotokoll für Wählverbindungen über ATM-Breitbandnetze. Es ist für die Verwendung zwischen einem ATM-Endgerät und dem User Network Interface konzipiert und enthält sowohl die notwendigen Elemente für Punkt-zu-Punkt-Verbindungen als auch für Punkt-zu-Mehrpunkt-Verbindungen. Im Verbindungswunsch kann eine bestimmte Datenübertragungsrate der Verbindung angefordert werden, und außerdem eine Verkehrsklasse, die Garantien für bestimmte Übertragungsqualitäten (zum Beispiel CBR und VBR) enthält. DSS2 ist in der Praxis bedeutungslos geblieben, weil sich das fast identische Signalisierungsprotokoll UNI Signalling des ATM Forums durchgesetzt hat.